# Marie Torhorst

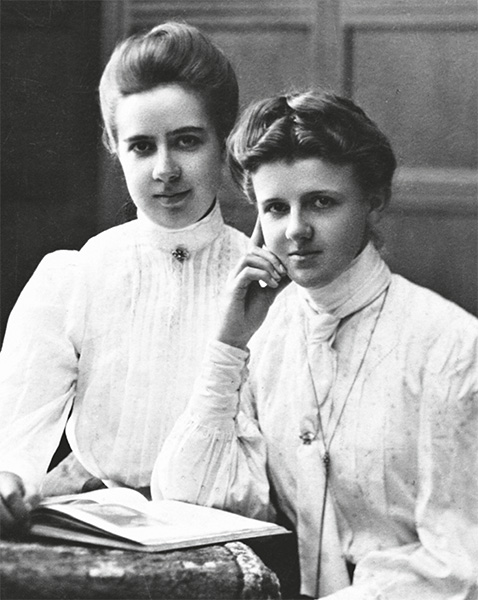
Marie Torhorst (rechts) mit Schwester Adelheid, 1911

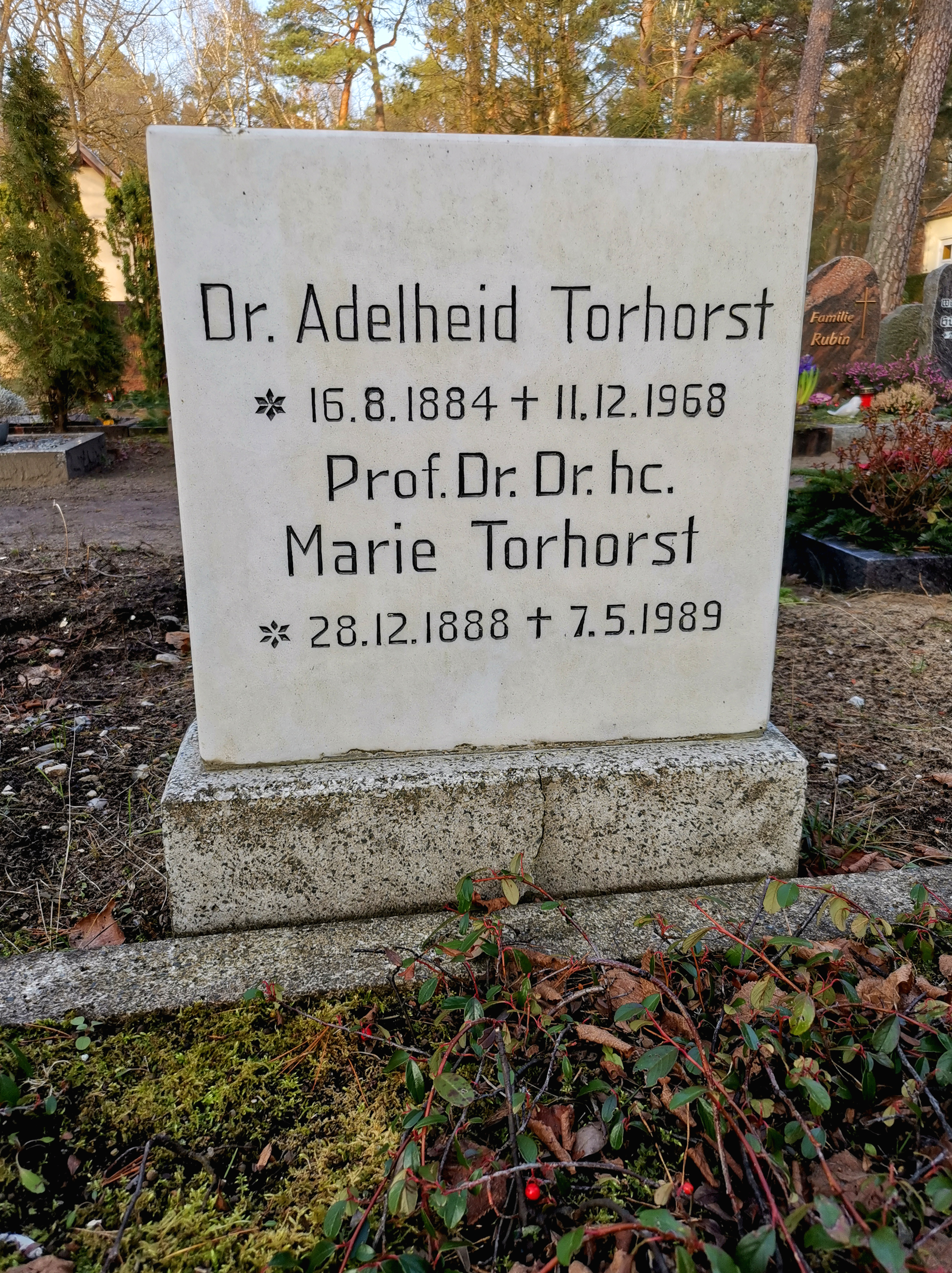
Grabstelle auf dem Friedhof Lehnitz

Marie Torhorst (* 28. Dezember 1888 in Ledde, Westfalen; † 7. Mai 1989 in Ost-Berlin) war eine deutsche Politikerin (KPD/SED) und Pädagogin. 

## Ausbildung und erste berufliche Stationen
Marie Torhorst erwarb ihre Hochschulreife am Oberlyzeum und Lehrerinnenseminar Stift Keppel in Allenbach, studierte Geographie, Mathematik und Physik an der Universität Bonn sowie Betriebs- und Volkswirtschaftslehre an der Universität zu Köln. In Bonn promovierte sie 1918 bei Hans Hahn zum Dr. phil.; ihre Dissertation trug den Titel „Über die Randmenge einfach-zusammenhängender ebener Gebiete“. Ein Ergebnis der Arbeit ist das Torhorst-Theorem.
Danach hatte sie als Anhängerin der sozialistischen Idee Schwierigkeiten, eine dauerhafte Anstellung zu finden. Nachdem sie nebenberuflich als Lehrerin in Bonn gearbeitet hatte, ließ sie sich zur Handelslehrerin weiterbilden und übernahm 1923 die Leitung einer privaten Handelsschule des Frauenerwerbs- und Ausbildungsvereins in Bremen. Mit gleichgesinnten Lehrerkollegen richtete Torhorst Abendkurse für Jugendliche ein, die man aus der Volksschule entlassen hatte.

## Politische Entwicklung
Marie Torhorst trat 1928 der Allgemeinen Freien Lehrergewerkschaft Deutschlands sowie der SPD bei, in der sie sich auf die Seite der internen Opposition schlug. Von 1929 bis 1933 unterrichtete Torhorst als Studienrätin an der von Fritz Karsen geleiteten Karl-Marx-Schule in Berlin-Neukölln, einer reformpädagogisch geprägten Modellschule, in der unter anderen auch begabte Arbeiterkinder das Abitur machen konnten.
Ein Studienaufenthalt in der UdSSR 1932 hinterließ einen bleibenden Eindruck bei ihr. Schon länger am Schulsystem der Sowjetunion interessiert, stellte sie nun ihr politisches und erzieherisches Wirken auf die Basis der marxistisch-leninistischen Ideologie.
Während der Zeit des Nationalsozialismus arbeitete sie zunächst als Küchenhilfe und kaufmännische Angestellte. Im Herbst 1943 kam sie wegen des Versteckens eines jüdischen Kommunisten für einige Monate in ein Arbeitslager bei Watenstedt (Salzgitter). Anschließend kehrte sie nach Berlin zurück und arbeitete im Archiv der Deutschen Gesellschaft für Betriebswirtschaft, dann bis Ende April 1945 bei der Betreuung deutscher Kriegsgefangener in der Reichsgruppe Handwerk.

## Tätigkeit in der DDR
Nach dem Ende des Zweiten Weltkrieges trat Torhorst zunächst in die KPD ein, nach der Zwangsvereinigung von SPD und KPD zur SED 1946 war sie Mitglied der SED.
Bis 1947 leitete sie eine Abteilung im SED-Zentralsekretariat, dann wurde sie zur Thüringer Ministerin für Volksbildung berufen, womit sie zur ersten Ministerin in der ostdeutschen Kabinettsgeschichte wurde. Dieses Amt übte sie von 1947 bis 1950 aus. Danach arbeitete sie kurzzeitig als politische Sekretärin in der Internationalen Demokratischen Frauenföderation (IDFF) in Berlin. 1952 wird sie Abteilungsleiterin für kulturelle Verbindung mit dem Ausland im Volksbildungsministerium. Von 1958 bis 1965 lehrte sie am Deutschen Pädagogischen Zentralinstitut, ab 1962 auch als Professorin. Ehrenamtliche stellvertretende Vorsitzende des Demokratischen Frauenbunds Deutschlands (DFD) war sie 1957 bis 1960.
Seit 1953 war Marie Torhorst unter dem Decknamen „Sofie“ Geheime Mitarbeiterin (GM) bzw. Geheime Informantin (GI) der Hauptabteilung V/4 der Staatssicherheit der DDR. Ihre familiären Beziehungen in der Bundesrepublik Deutschland und häufige Reisen in das westliche Ausland waren dabei von besonderem Interesse. So gehörten zu den Personen, über die sie Berichte lieferte, ihr Cousin Rudolf Smend und Wolfgang Leonhardt. 1986 äußerte sie zur Teilung Deutschlands und zur innerdeutschen Grenze: „Am 13. August 1961 wurde unser antifaschistischer Schutzwall an der Staatsgrenze in Übereinstimmung mit den Staaten des Warschauer Vertrages errichtet. [...] Als [die westdeutschen Politiker] dagegen angehen wollten, stießen sie auf den unüberwindlichen Widerstand unserer Kampfgruppen und aller bewaffneten Kräfte. Da es sich hier um eine Grenze zwischen dem sozialistischen und dem kapitalistischen Weltsystem handelt, muß sie besonders sorgfältig gesichert werden. Das geschieht seit vielen Jahren durch unsere Grenztruppen [...]“
Marie Torhorst wurde neben ihrer Schwester Adelheid auf dem Friedhof Lehnitz (Kreis Oberhavel), Breitscheidstraße 56 beigesetzt.

## Auszeichnungen
Marie Torhorst erhielt in der DDR zahlreiche Auszeichnungen, darunter 1973 die Ehrenspange zum Vaterländischen Verdienstorden in Gold, 1978 den Karl-Marx-Orden und 1988 den Großen Stern der Völkerfreundschaft. Darüber hinaus wurde die 1982 gegründete Torhorst-Gesamtschule in Oranienburg nach ihr und ihrer Schwester Adelheid benannt.

## Familie
Der Vater Arnold Torhorst (1841–1909) war protestantischer Pfarrer und verheiratet mit Luise Smend (1847–1923), das Paar hatte vier Söhne und drei Töchter. Marie Torhorst und ihre sechs Geschwister wuchsen in Ledde im Tecklenburger Land auf. Später lebte Marie Torhorst in enger Gemeinschaft mit ihrer Schwester Adelheid Torhorst (1884–1968); beide blieben unverheiratet und kinderlos. Marie war eine Tante von Käthe Hanna Luise Torhorst (1911–2019), Frau des Hasso von Boehmer. Ein Teil des auch die unterschiedlichen politischen Einstellungen beider Frauen darstellenden Briefwechsels zwischen Marie und Käthe aus der Zeit nach 1945 ist erhalten.